# The Gunman
The Gunman is een Amerikaanse actie-thriller uit 2015, onder regie van Pierre Morel en met Sean Penn in de hoofdrol. De film is gebaseerd op de roman The Prone Gunman van de Franse schrijver Jean-Patrick Manchette.

## Verhaal
Ex-Special Forces Terrier werkte in het verleden in Congo. Bij terugkeer in het land komt hij in de problemen als hij achtervolgd wordt door een van zijn voormalige werkgevers die het op hem gemunt heeft. Om zichzelf te redden moet hij een volledige groepering van georganiseerde misdaad uitschakelen.

## Rolverdeling
| Acteur            | Personage |
| ----------------- | --------- |
| Sean Penn         | Terrier   |
| Jasmine Trinca    | Annie     |
| Javier Bardem     | Felix     |
| Ray Winstone      | Stanley   |
| Mark Rylance      | Cox       |
| Idris Elba        | Barnes    |
| Peter Franzén     | Reiniger  |
| Billy Billingham  | Reed      |
| Daniel Adegboyega | Bryson    |
| Ade Oyefeso       | Eugene    |